# Saaranpaskantamasaari
Saaranpaskantamasaari è un'isola lacustre finlandese situata nel lago di Onkamojärvi nel nord-est della nazione, in prossimità del confine russo.
Amministrativamente fa parte del comune di Salla nella regione della Lapponia. L'isola è disabitata.
Il nome dell'isola è a dir poco curioso: in finlandese, Saaranpaskantamasaari significa "l'isola defecata da Saara".